# Andrea Barrett
Andrea Barrett (* 16. November 1954 in Boston) ist eine US-amerikanische Schriftstellerin.
Andrea Barrett wuchs auf Cape Cod, Massachusetts, auf und studierte Zoologie am Union College in Schenectady und begann zu schreiben. Für ihren Erzählband Ship Fever erhielt sie im Jahr 1996 den National Book Award, 2001 wurde sie mit dem MacArthur Fellowship ausgezeichnet und 2003 war sie mit ihren Erzählungen Servants of the Map unter den Finalisten des Pulitzer-Preises. 2015 erhielt sie den hoch dotierten Rea Award for the Short Story. Heute lehrt Andrea Barrett am Williams College und am Warren Wilson College. Sie lebt in North Adams, Massachusetts.
Barrett ist vor allem bekannt als Autorin historischer Romane. Viele ihrer Figuren sind Wissenschaftler, oft Biologen aus dem 19. Jahrhundert. 
Einige ihrer Figuren tauchen in mehreren Werken auf. In einem Anhang zu The Air we Breathe (dt. Die Luft zum Atmen) liefert Barrett einen Stammbaum, der Verbindungen der Figuren untereinander aufzeigt, die bereits in dem Erzählband Ship Fever erwähnt werden. 

## Werke (Auswahl)
Erzählungen
- Schiffsfieber. Erzählungen („Ship Fever and other stories“). Claassen, München 2000, ISBN 3-546-00229-6.
- Servants of the Map. Stories. Norton Press, New York 2003, ISBN 0-393-32357-9.

Romane
- The Forms of Water. Flamingo Books, London 2002, ISBN 0-00-711490-7.
- Jenseits des Nordmeeres. Roman („The Voyage of the Narwhal“). Claassen, München 1999, ISBN 3-546-00165-6.
- Lucid Stars. A novel. Dell Books, New York 1988, ISBN 0-385-31943-6.
- Die Luft zum Atmen. Roman („The Air We Breathe“). Dörlemann Verlag, Zürich 2008, ISBN 978-3-908777-42-7 (übersetzt von Karen Nölle).
- The Middle Kingdom. Flamingo Books, London 2000, ISBN 0-00-710287-9.
- Secret Harmonies. Delacorte Press, New York 1989, ISBN 0-385-29771-8.